# دیملر مجستیک میجر
دیملر مجستیک میجر (Daimler Majestic Major) خودرویی است که در سال‌های ۱۹۵۹ تا ۱۹۶۸>۱۱۸۰ producedتولید شده‌است. طول آن در حالت طبیعی ۲۰۲ اینچ (۵٬۱۰۰ میلیمتر) و عرض آن در حالت طبیعی ۷۳ اینچ (۱٬۹۰۰ میلیمتر) و ارتفاع آن در حالت طبیعی ۶۲٫۷۵ اینچ (۱٬۵۹۴ میلیمتر) است. سیستم جعبه‌دندهٔ آن ۳ دنده به صورت خودکار است.